# Plectreurys misteca
Espèce
Plectreurys misteca est une espèce d'araignées aranéomorphes de la famille des Plectreuridae.

## Distribution
Cette espèce est endémique de l'État d'Oaxaca au Mexique,. Elle a été découverte sur le pico San Felipe.

## Description
La femelle holotype mesure 7,7 mm.

## Publication originale
- Gertsch, 1958 : The spider family Plectreuridae. American Museum Novitates, no 1920, p. 1-53 (texte intégral).